# Le Bar des amants
Pour plus de détails, voir Fiche technique et Distribution.
Le Bar des amants est un film français réalisé par Bruno Romy, sorti en 1998.

## Synopsis
Dans un petit village de Normandie, un vieux couple égrène une vie d'amour devant le Bar des Amants. Jako, le patron, pleure le départ de sa femme Maryvonne, et la femme de ménage Mia chante de languissantes chansons. La fille de Jako se laisse émouvoir par un client de passage, tandis que la petite Noé s'amourache en vain d'un trapéziste silencieux. Le boucher ne sait pas orthographier le nom de ses spécialités, et, le jour des paupiettes, sa femme s'éprend d'une inspectrice du contrôle sanitaire. Il y a encore Edmond, l'idiot du village, et sa folle épopée avec la représentante Waperture, le curé bouleversé par une violoncelliste, la boulangère faussement avenante, le magicien ventriloque attaqué par sa marionnette: toute une mosaïque d'aventures à raconter à Maryvonne.

## Fiche technique
- Titre : Le Bar des amants
- Réalisation et scénario : Bruno Romy
- Photographie : Claire Childeric
- Assistant réalisateur : Philippe Larue
- Son : Jean-François Chevalier
- Décors : Annabelle Cocollos et Nicolas Girault
- Costumes : Nathalie Deslandes
- Maquillage : Gabriele Theurer
- Musique : Jacques Luley
- Production : Marc Andréani et Pierre-Marie Jouany
- Montage : Constance Vargioni
- Société de production : Injam Productions - Miro - Duran - ACCAAN
- Pays d'origine :  France
- Langues originales : français
- Format : couleurs
- Durée : 90 minutes (1h30)
- Date de sortie : décembre 2005

## Distribution
- Fiona Gordon : Fiona, la représentante en Waperture
- Dominique Abel : le ventriloque
- Bruno Romy : Edmond
- Pascaline Hervéet : Mia
- Jacques Luley : Jako, le patron de bistrot
- Annick et Guy Hareng : les deux vieux
- Emmanuelle Wion : Julie
- Jean-Yves Courcoux : le chauffeur de la Coccinelle
- Noémie Moutel : Noé
- Hugo Lebouteiller : le copain de Noé
- Bruno Noël : le boucher
- Pascaline Génestine : la bouchère
- Christine Lapouze : la violoncelliste
- Urfé Koupaki : le policier noir
- Régine Hamelin : la maman d'Edmond
- Michel Vivier : le curé
- Natacha Perchais : la boulangère
- Annabelle Cocollos : la contrôleuse sanitaire
- Denis Grzeszczak : Dédé
- Stéphane Filloque : Momo

### Tournage
Le film a été tourné à Fervaques et à Cabourg.